# St. Kunibert (Hünsborn)
Die römisch-katholische Pfarrkirche St. Kunibertus ist ein denkmalgeschütztes Kirchengebäude in Hünsborn, einem Ortsteil der Gemeinde Wenden im Kreis Olpe in Nordrhein-Westfalen.
Die Kirche wurde in mehreren Abschnitten von 1920 bis 1955 auf dem Platz gebaut und erweitert, auf dem seit Jahrhunderten schon eine Kapelle stand. Sie ist ein einheitlicher barockisierender Sakralbau. Das Satteldach ist verschiefert, die Außenwände hell verputzt. Die Kugel des großen Turmes mit einer Laterne und die Zwiebelhaube des westlichen Dachreiters sind mit Kupferblechen verkleidet. Die Ausstattung stammt zum größten Teil aus den 1940er und 1950er Jahren. Zu ihr gehört ein beachtliches Triumphkreuz vom zweiten Viertel des 16. Jahrhunderts. Unter den Barockfiguren befindet sich ein Vesperbild vom letzten Drittel des 18. Jahrhunderts.